# Onychogomphus
Genre
Onychogomphus (les onychogomphes) est un genre d'odonates anisoptères de la famille des Gomphidae et comprenant une cinquantaine d'espèces.

## Caractéristiques du genre
- Corps atteignant 80 mm de long.
- Yeux largement séparés.
- Abdomen dilaté à l'extrémité et muni chez les mâles, de trois crochets (pince anale) de taille imposante. Ces crochets sont recourbés à angle droit vers l'intérieur.
- Base de l'aile postérieure anguleuse chez les mâles et arrondie chez les femelles.

## Espèces en France
- Onychogomphus forcipatus - Onychogomphe à pinces
- Onychogomphus uncatus - Onychogomphe à crochets

## Liste complète d'espèces
- Onychogomphus acinaces
- Onychogomphus aequistylus
- Onychogomphus annularis
- Onychogomphus assimilis
- Onychogomphus banteng
- Onychogomphus boudoti
- Onychogomphus bwambae
- Onychogomphus cacharicus
- Onychogomphus castor
- Onychogomphus costae
- Onychogomphus dingavani
- Onychogomphus emiliae
- Onychogomphus flavifrons
- Onychogomphus flexuosus
- Onychogomphus forcipatus
- Onychogomphus grammicus
- Onychogomphus kerri
- Onychogomphus kitchingmani
- Onychogomphus lefebvrii
- Onychogomphus maclachlani
- Onychogomphus macrodon
- Onychogomphus maculivertex
- Onychogomphus malabarensis
- Onychogomphus meghalayanus
- Onychogomphus nigrescens
- Onychogomphus nilgiriensis
- Onychogomphus perplexus
- Onychogomphus pilosus
- Onychogomphus pollux
- Onychogomphus procteri
- Onychogomphus quirkii
- Onychogomphus rappardi
- Onychogomphus ridens
- Onychogomphus risi
- Onychogomphus rossi
- Onychogomphus saundersii
- Onychogomphus schmidti
- Onychogomphus septemflavus
- Onychogomphus serrulatus
- Onychogomphus styx
- Onychogomphus supina
- Onychogomphus thienemanni
- Onychogomphus treadawayi
- Onychogomphus uncatus
- Onychogomphus vadoni
- Onychogomphus viridicostus